# ریچارد تاکر (هنرپیشه)
ریچارد تاکر (انگلیسی: Richard Tucker؛ ‏۴ ژوئن ۱۸۸۴ – ۵ دسامبر ۱۹۴۲) بازیگر اهل ایالات متحده آمریکا بود. وی بین سال‌های ۱۹۱۱ تا ۱۹۴۰ میلادی فعالیت می‌کرد.
از فیلم‌هایی که وی در آن نقش داشته است، می‌توان به گروه موسیقی وارد می‌شود، بسیار شیک‌پوش، ویکتور هربرت بزرگ، شوگرل، بال‌ها، بانوی برچسب خورده، خواننده جاز، زیگفلد کبیر، زحمت را کم کن، بذر، فلش گوردون، باد بسامان، زن مطلوب، زمزمه‌های خفاش و دلیری اشاره کرد.